# Domenico Damis
Domenico Damis (ur. 24 lutego 1824 w Lungro, zm. 4 października 1904 tamże) – włoski wojskowy i poseł do Izby Deputowanych, z narodowości Arboresz.

## Życiorys
W 1847 roku ukończył studia prawnicze na Uniwersytecie w Neapolu, dołączył następnie do organizacji Młode Włochy . Sprzeciwiał się władzy królowi Obojga Sycylii Ferdynandowi II Burbonowi .
9 sierpnia 1852 roku został aresztowany i skazany na 25 lat pozbawienia wolności za działalność przeciwko królowi ; wyrok zmniejszono do 18 lat, a w końcu zamieniono na deportację, w ramach której został wysłany na statek płynący do Ameryki Południowej. Deportacja jednak się nie powiodła, gdyż statek został uprowadzony i przypłynął do Genui. Damis zaciągnął się następnie na wyprawę tysiąca, po walkach na Sycylii został dwukrotnie odznaczony oraz awansowany do stopnia kapitana, następnie pułkownika. W armii włoskiej dosłużył się stopnia generała porucznika (tenente generale).
W wyniku wyborów parlamentarnych z lat 1861, 1865 i 1867 zasiadał w Izbie Deputowanych .

## Życie prywatne
Miał brata Angelo.
Jego prawnukiem jest Giuseppe Martino, autor książki Il tenente generale, poświęconej Domenico Damisowi.